# مینیسو
مینیسو (انگلیسی: Miniso) شرکت خرده‌فروشی چینی است، که در سال ۲۰۱۳ تأسیس شد.